# Искандеров, Джамшид Махмудович
Джамшид Махмудович Искандеров (узб. Jamshid Maxmudovich Iskanderov; 16 октября 1993 года, Ургенч) — узбекский футболист, полузащитник клуба «Нефтчи (Фергана)». Выступал за национальную сборную Узбекистана.

## Клубная карьера
В 2011 году Джамшид дебютировал в высшей узбекской лиге в составе «Динамо» из Самарканда. В том же году он стал игроком «Пахтакора» и провёл ещё один матч в сезоне. Следующий сезон принёс ему первое узбекское чемпионство, несмотря на то, что Джамшид в том году практически не играл. С 2013 года он являлся одним из ключевых игроков «Пахтакора». В 2019 году он перешел в ташкентский «Локомотив».

## Карьера в сборной
До вызова в национальную сборную Узбекистана Джамшид играл в составе юношеской и молодёжной сборной Узбекистана.
В составе национальной сборной он дебютировал 6 сентября 2013 года в матче против сборной Иордании. В 2015 году он принял участие на Кубке Азии 2015, на турнире выходил на поле в трёх матчах.

## Достижения
«Пахтакор»
- Чемпион Узбекистана (2): 2012, 2014
- Бронзовый призёр Чемпионата Узбекистана: 2011
- Обладатель Кубка Узбекистана: 2011

«Локомотив»
- Серебряный призёр Чемпионата Узбекистана: 2019

«Навбахор»
- Серебряный призёр чемпионата Узбекистана: 2022

### Личные
- Футболист года в Узбекистане: 2022
- Лучший футболист Чемпионата Узбекистана: 2014
- Узбекистон ифтихори (6 июня 2025 года) — за большой вклад в развитие и широкую популяризацию спорта в нашей стране, утверждение здорового образа жизни в обществе, проявленные истинное мужество и стойкость, образец высокого профессионализма и целеустремленности в отборочных турнирах среди сильнейших команд Азии по футболу и впервые в истории нашей Родины завоевание путёвки на чемпионат мира, ставшее большой победой, активное участие в деле приумножения славы Нового Узбекистана в мировом масштабе, воспитания молодого поколения в духе любви к Родине, национальной гордости и патриотизма[2]